# ニューヨーク・ワールド
ニューヨーク・ワールド（New York World）は、ニューヨークで1860年から1931年まで発行されていた新聞である。ワールド（The World）と略されることもある。1883年から1911年まで、発行人ジョーゼフ・ピューリツァーの下で、センセーショナルな記事、スポーツ、セックス、スキャンダル報道などで読者の注目を集め、毎日の発行部数を100万部の大台に押し上げたが、その一方で「イエロー・ジャーナリズムの先駆者」とも呼ばれる。また、民主党の見解を全米に伝える役割を担った。1930年に売却され、他紙と合併されて『ニューヨーク・ワールド・テレグラム』となった。
野球のメジャーリーグベースボール優勝決定戦 "ワールドシリーズ" の大会名の由来として、この新聞がスポンサーをしていたからという説があるが、これは誤りである。

## 歴史

### 創刊当初
ワールド紙は1860年に創刊された。1862年にマントン・マーブルが買収し、売却する1876年まで自ら編集長を兼任した。マーブルはワールド紙を、自由貿易を支持する民主党寄りの紙面に変えた。1863年のニューヨーク徴兵暴動の際には、『ニューヨーク・トリビューン』や『ニューヨーク・タイムズ』のような共和党系の新聞とは違い、マーブルのワールド紙のオフィスは襲撃されなかった。
1864年の大統領選挙の際に、ワールド紙に掲載されたリンカーン大統領からのものとする文書が偽造であることが判明し、ワールド紙は詐欺罪で起訴された。リンカーンはマーブルを逮捕し、ワールド紙のオフィスを軍の監視下に置いた。ワールド紙は3日後に発行を再開することが許された。
1872年の大統領選挙で、ワールド紙は、自由共和党から出馬し民主党の公認を受けたホレス・グリーリーの選挙活動に対し猛烈に反対した。マーブルは1876年の大統領選挙で民主党候補のサミュエル・ティルデンが敗北したことに嫌気がさし、選挙後、ペンシルバニア鉄道の社長トマス・アレクサンダー・スコットが率いるグループにワールド紙を売却した。
スコットは、ワールド紙を「事業買収のためのプロパガンダ手段」として利用した。しかし、スコットは新聞社の損失拡大に対応できず、1879年には、テキサス・アンド・パシフィック鉄道を含む取引の一環として、金融業者のジェイ・グールドにワールド紙を売却した。グールドもまた、ウエスタンユニオンの買収のためにワールド紙を利用した。しかし、グールドも同様に新聞社の財務状況を好転させることができず、1880年代には年間4万ドルの赤字になっていた。
1868年に『ワールド・アルマナック』という年鑑の発行を開始した。この年鑑は2021年現在でも発行されている。

### ジョーゼフ・ピューリツァー時代
1883年、ジョーゼフ・ピューリツァーがワールド紙を購入した。ピューリッツァーの下で、ワールド紙は積極的な発行部数拡大をした。所属する記者のネリー・ブライは、アメリカ初の調査報道を行う記者の一人であり、しばしば潜入取材を行った。新聞の売名の一環として、ジュール・ヴェルヌの小説『80日間世界一周』を真似て、ブライは1889年から1890年にかけて72日間で世界一周の旅をした。1890年、ピューリッツァーは本社ビルとしてニューヨーク・ワールド・ビルディングを建設し、当時世界で最も高いビルとなった。
1889年、ジュリアス・チェンバースはピューリッツァーから編集長に任命され、1891年まで務めた。

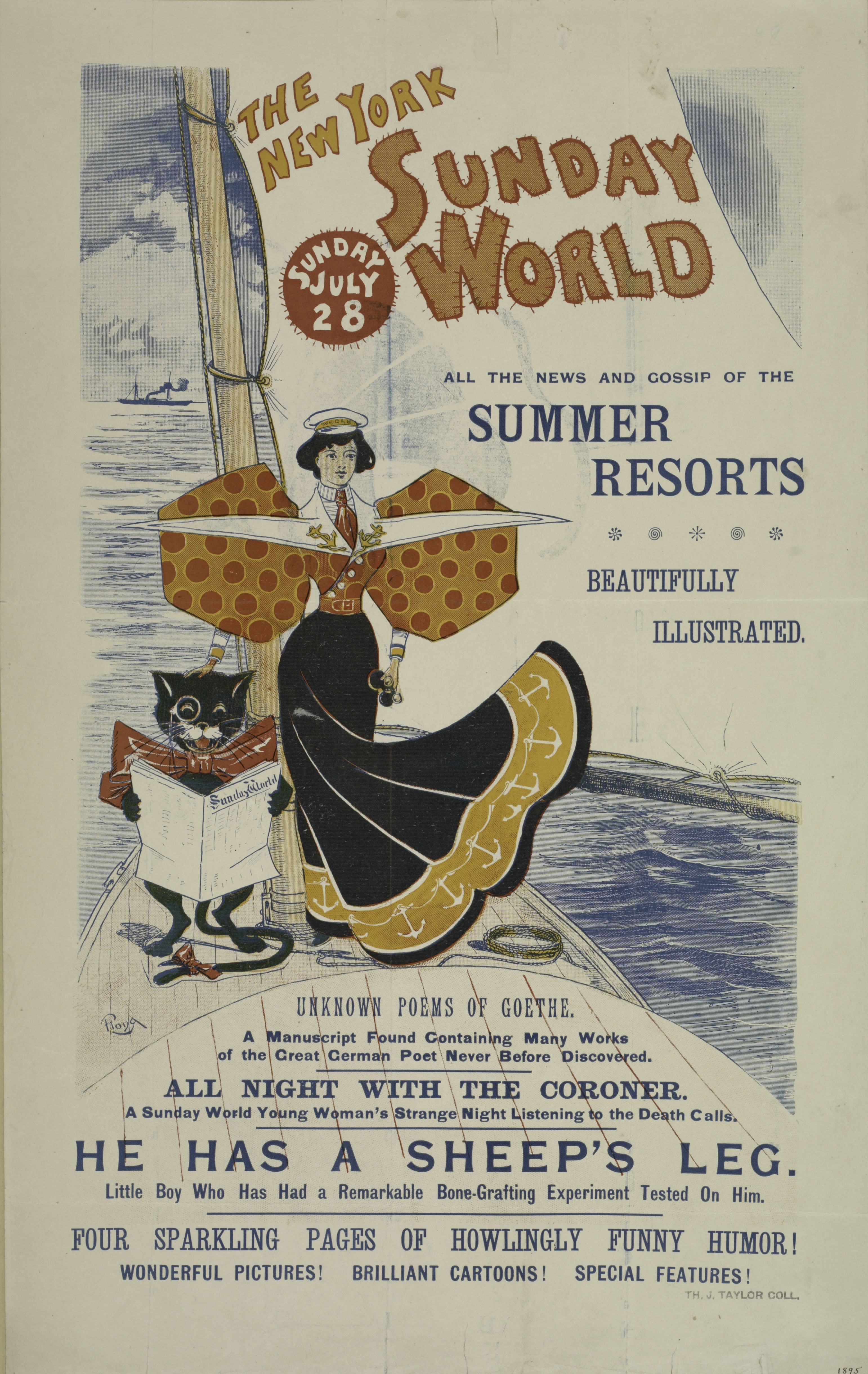
1895年7月28日の『ニューヨーク・サンデー・ワールド』の宣伝ポスター

1896年、ワールド紙は4色刷りの印刷機を使用し始めた。そして、世界で初めてカラーの付録をつけ、イエロー・キッドが主人公の漫画『ホーガンズ・アレイ』をその目玉とした。この頃からワールド紙は、ウィリアム・ランドルフ・ハーストの『ジャーナル・アメリカン』との部数争いをするようになった。この部数争いは、1899年の両紙の新聞少年のストライキの原因となり、同年のワールド紙の発行部数は70%減少した。
ワールド紙はセンセーショナルであるという理由で非難され、ハーストの『ジャーナル・アメリカン』との部数争いで「イエロー・ジャーナリズム」という言葉が生まれた。より以前から存在した出版社は、移民階級をターゲットとしていたピューリッツァーに憤慨し、ワールド紙を頻繁に非難した。1883年の猛暑で大量の子供が死亡したとき、ワールド紙は「小さな霊柩車の列」などのセンセーショナルな見出しでそれを特集した。この報道は、ニューヨーク市の改革の後押しとなった。ハーストは、保有する『サンフランシスコ・エグザミナー』紙や『ジャーナル・アメリカン』紙でピューリッツァーの手法を真似た。
1898年、チャールズ・チェイピンが夕刊の『イブニング・ワールド』の編集長として雇われた。チェイピンは、センセーショナルな報道を受け入れ、悲劇に直面してもほとんど共感を示さず、1901年のウィリアム・マッキンリー暗殺事件の報道の際にはより厳粛なトーンで報道したことで知られている。チェイピンは鉄拳をもって編集室を支配し、その下で働くジャーナリストからは軽蔑されていた。チェイピンは在任中に108人の職員を解雇した。しかし、スタンリー・ウォーカーはチェイピンのことを「史上最高の編集長」と呼んでいた。1818年、チェイピンは経済的に破綻し、将来を悲観して妻を殺害したことで、新聞編集の職を離れることとなった。チェイピンはシンシン刑務所に収監され、1930年に獄中で亡くなった。

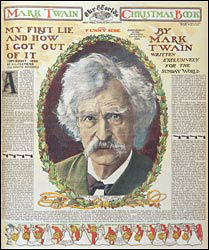
マーク・トウェインの物語を掲載した1899年のクリスマス特別編

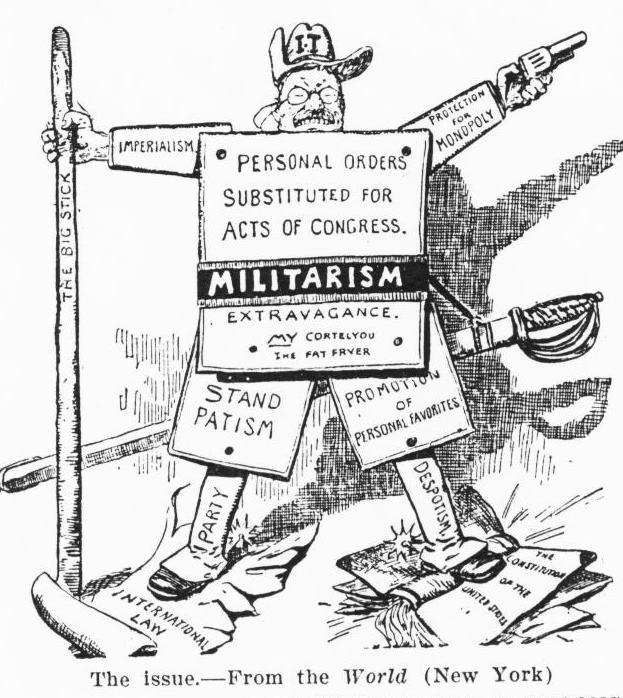
セオドア・ルーズベルト大統領の風刺漫画（1904年）

1904年、フランク・I・コブが発行者のピューリッツァーにより編集長に試験的に採用された。ピューリッツァーは新聞の運営に色々と口出しをしていたが、独立心の強いコブはそれに抵抗しようとした。ウッドロー・ウィルソンを支持するという点では2人は共通していたが、それ以外では多くの意見の相違があった。
1907年、ピューリッツァーの息子がワールド紙の運営を引き継いだとき、ジョーゼフ・ピューリツァーは発行人の辞表を提出した。コブはそれをワールド紙以外のニューヨークで発行される全ての新聞に掲載させた。ピューリッツァーはこの侮辱に激怒したが、徐々にコブの社説と独立した精神を尊重するようになった。2人の間の良好な関係は、主にコブの柔軟性によるものだった。1908年5月、コブとピューリッツァーは、一貫した編集方針の計画について話し合うために会合を開いた。
ピューリッツァーが現代ニュースの社説を要求したため、コブは過労に陥ってしまった。会社は静養のために、コブを6週間のヨーロッパ旅行に派遣した。コブの帰国後まもなく、ピューリッツァーが死亡した。コブは1923年に癌で亡くなるまで、ピューリッツァーとの話し合いで決定した編集方針を保持していた。

### ジョーゼフ・ピューリツァーの死後
1911年にピューリッツァーが亡くなると、新聞の経営権は息子のラルフ、ジョセフ、ハーバートが継承した。ワールド紙は編集長ハーバート・スウォープの下で成長を続けた。スウォープは、フランク・サリバンやディームズ・テイラーなどの執筆者を雇った。この時期のワールド紙の著名な執筆者の中には、コラム"The Conning Tower"（司令塔）を書いたフランクリン・P・アダムス(F.P.A.)、社説ページに"It Seems To Me"を書いたヘイウッド・ブルーン、ハードボイルド作家のジェームズ・M・ケインなどがいた。C・M・ペインはワールド紙のためにコミック・ストリップをいくつか製作した。
1913年12月、新聞では初めてクロスワードパズルを掲載した。ワールド紙は1921年9月6日から、クー・クラックス・クランの復活に関する記事を20回にわたって連載した。
1931年、ピューリッツァーの相続人はワールド紙を売却しようと裁判を起こし、代理の裁判所判事は相続人に有利な判決を下した。E・W・スクリップス・カンパニーの新聞社群のオーナーであるロイ・W・ハワードは、その競争を排除するためにワールド紙を買収した。ハワードは1931年2月27日をもってワールド紙を廃刊にし、3000人の社員を解雇した。そして、スクリップス傘下の夕刊紙『イブニング・テレグラム』と合併させて『ニューヨーク・ワールド・テレグラム』となった。

## コミック・ストリップ
ワールド紙は、1890年頃からコミック・ストリップを最初に掲載した新聞の一つで、アメリカのコミック・ストリップの発展に大きく貢献した。ワールド紙から始まった有名なストリップには、『ホーガンズ・アレイ』、『ザ・キャプテン・アンド・ザ・キッズ』、『エブリデイ・ムービーズ』、『フリッツ・リッツ』、『ジョー・ジンクス』、『リトル・メアリー・ミックスアップ』『ティミッド・ソウル』（キャスパー・ミルクトースト）などがある。また、1905年頃から、コミックストリップを全米の他の新聞社にシンジケートした。1931年2月にスクリップス社がワールド紙とそのシンジケーション資産を買収したことで、ワールド紙の人気のストリップはスクリップス社の子会社のユナイテッド・フィーチャー・シンジケートに引き継がれた。

## その後
2011年5月16日、コロンビア大学ジャーナリズム大学院は、同大学院を創設したピューリッツァーに敬意を表して、ワールド紙という名前のWebサイトを開設した。同大学によると、このサイトは「ニューヨーク市民の生活に影響を与える政府の業務について、説明責任のあるジャーナリズムを提供すること」を目的としている。